# Коноплянка (струмок)
Коноплянка — струмок, мала річка у місті Києві. Довжина становить близько 3 км. Приблизна площа басейну (із притокою) — 18 км². Протікає декількома районами міста, в історичній місцевості Пріорка. Права притока колишньої річки Почайни, зараз впадає в озеро Лугове (басейн Дніпра), на балансі КП «Плесо» знаходиться незначний відрізок річки (останні 190 м, гирло) і називається «Коноплянська канава». У 2020 році сквер «Вітряні гори», де бере початок річка, рішенням КМДА оголошено ландшафтним заказником місцевого значення «Долина річки Коноплянка».
Має ліву притоку — струмок Княжиха.

## Назва

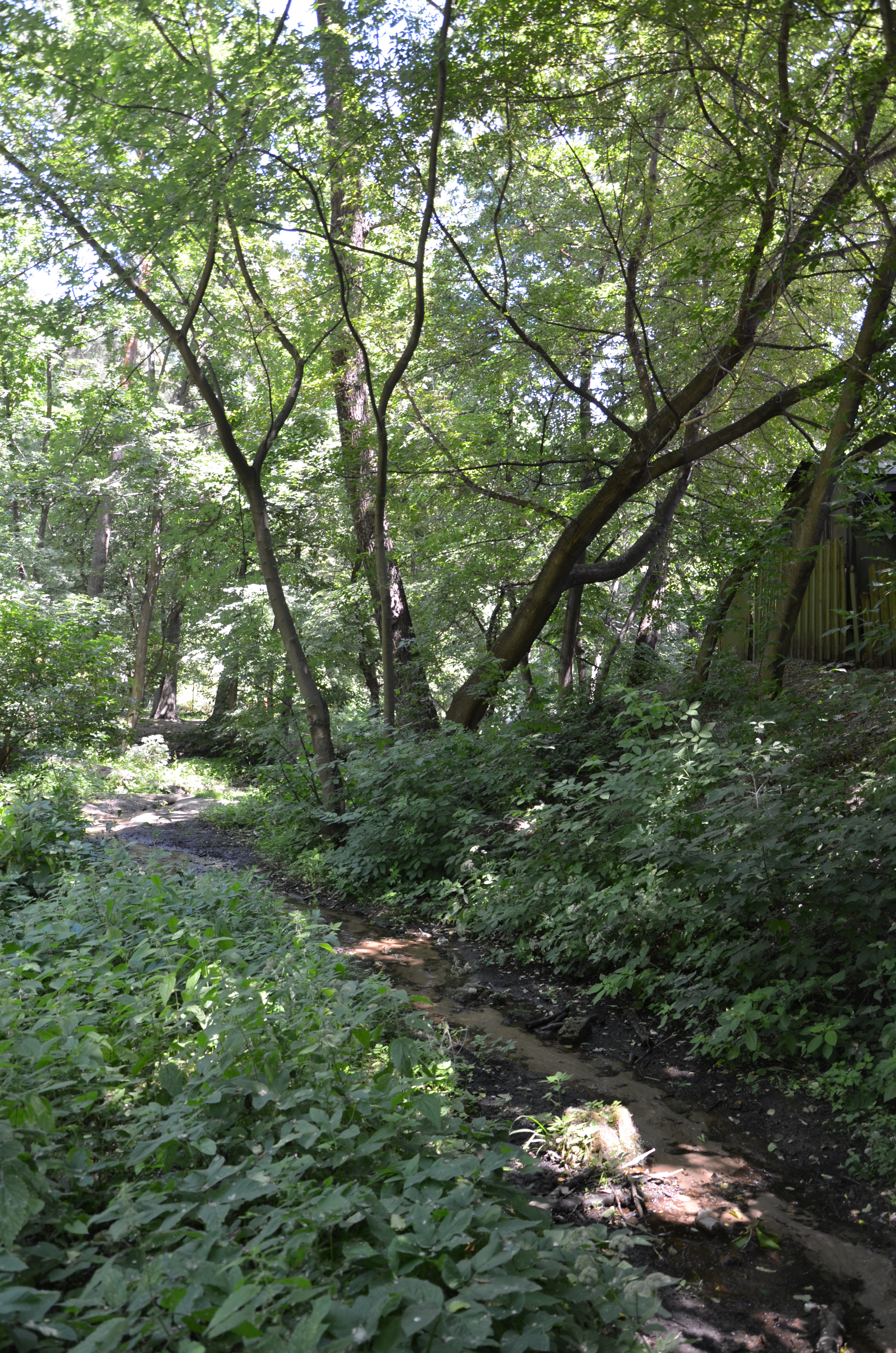
Струмок Коноплянка

Назва «Коноплянка» має народне походження — від колись рясних заростей коноплі. Назва зустрічається на мапах: 1879р. - "План м. Києва з передмістями", складеному землеробом В. Бошно; 1894р. - на мапі видавництва С.В. Кульженко; 1903р. - на плані зрошувальних полів М. І. Максимовича. Присутні зображення ставків на річці без вказування назви на таких мапах: 1842р. - "Планъ окресностей города Кіева, гравированный на камнъ при главномъ штабъ Дъйствующей Арміи"; 1843р. - "Планъ города Кіева, Гравированный со съемки, генер. штаба полковника Фонъ-Руге, при военно-топографическомъ депо"; 1846р. - "Планъ города Кіева, Гравированный со съемки, при военно-топографическомъ депо"

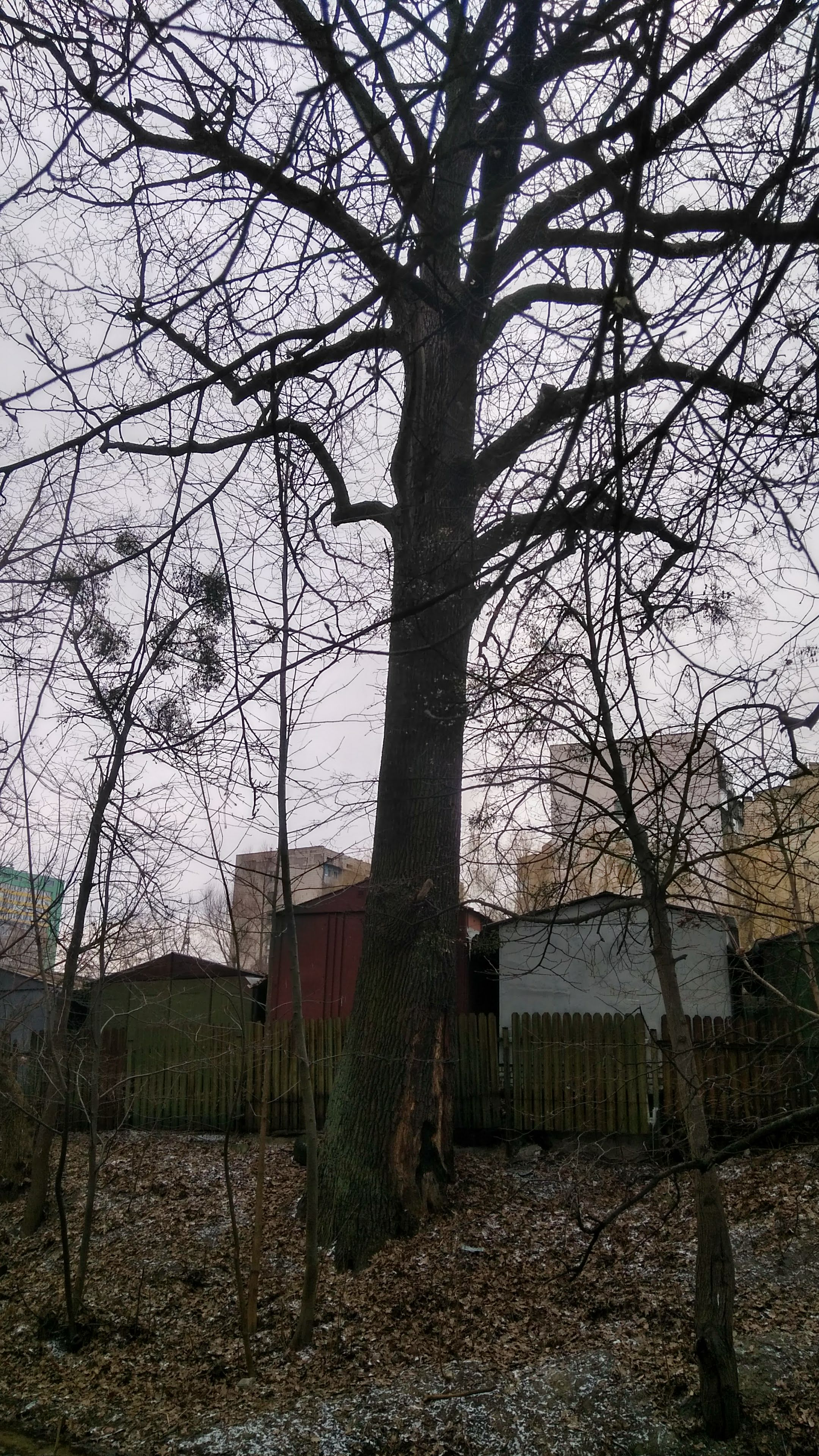
500-літній дуб в сквері Вітряні Гори

## Гідрографія басейну річки

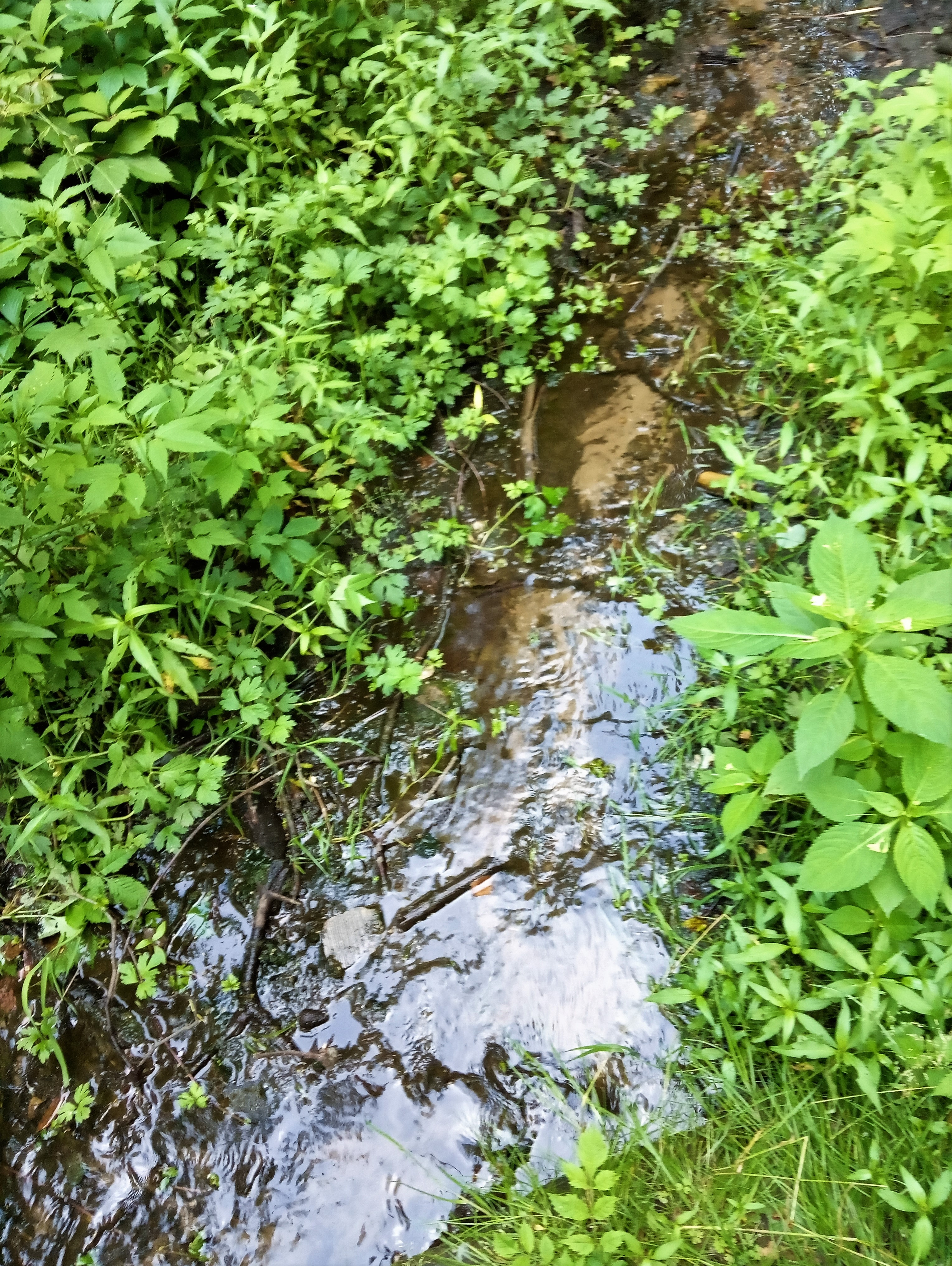
Виток річки

Річка бере свій виток в сквері Вітряні Гори. В пд-зх частині скверу одразу з декількох невеликих колекторів вода витікає в глибокий рівчак. Північно східна частина скверу - переважно болотиста, вода звідси постійно підживлює струмок. За словами головного інженера КП Зеленбуд Подільського району на початку XX століття на цьому місці існував ставок. В радянський час озеро засипали та на його місці побудували літній кінотеатр "Вітерець". В 2000-х роках кінотеатр зламали і побудували висотний багатоквартирний будинок із наземним паркінгом, що зайняв чверть скверу (на той момент парку). Далі річка ховається під бетонним парканом втікаючи в парк Крістерова Гірка (є об'єктом природо-заповідного фонду України місцевого значення і має статус ботанічної пам'ятки природи, в оренді ЖК "Паркове Місто"). На території парку утворює каскад з 4-х ставків діаметром від 15 до 80 м, що збереглися з XIX ст. На останньому ставку влаштований рукотворний острів з містком. Далі річка захована в колектор. Протікає вздовж вулиці Дубровицької, де приймає води лівої притоки - р. Княжихи. Далі перетинає вулиці Автозаводська, Бережанська. В гаражному комплексі "Конопляний" є декілька великих колодців, через які можна побачити і почути шум річки. Тут же дотикається вулиці Коноплянської, названої в честь річки. Протікає під територією розформованого військового містечка №41, вул. Сім'ї Кульженків, ДБК-4. В районі гаражних кооперативів та будбази треста "Київміськбуд-1" з'являється на поверхні і, останні 190 м. тече в бетонному коробі, після чого впадає в озеро Лугове; в цьому відрізку річку перетинає велика залізна труба із містком.

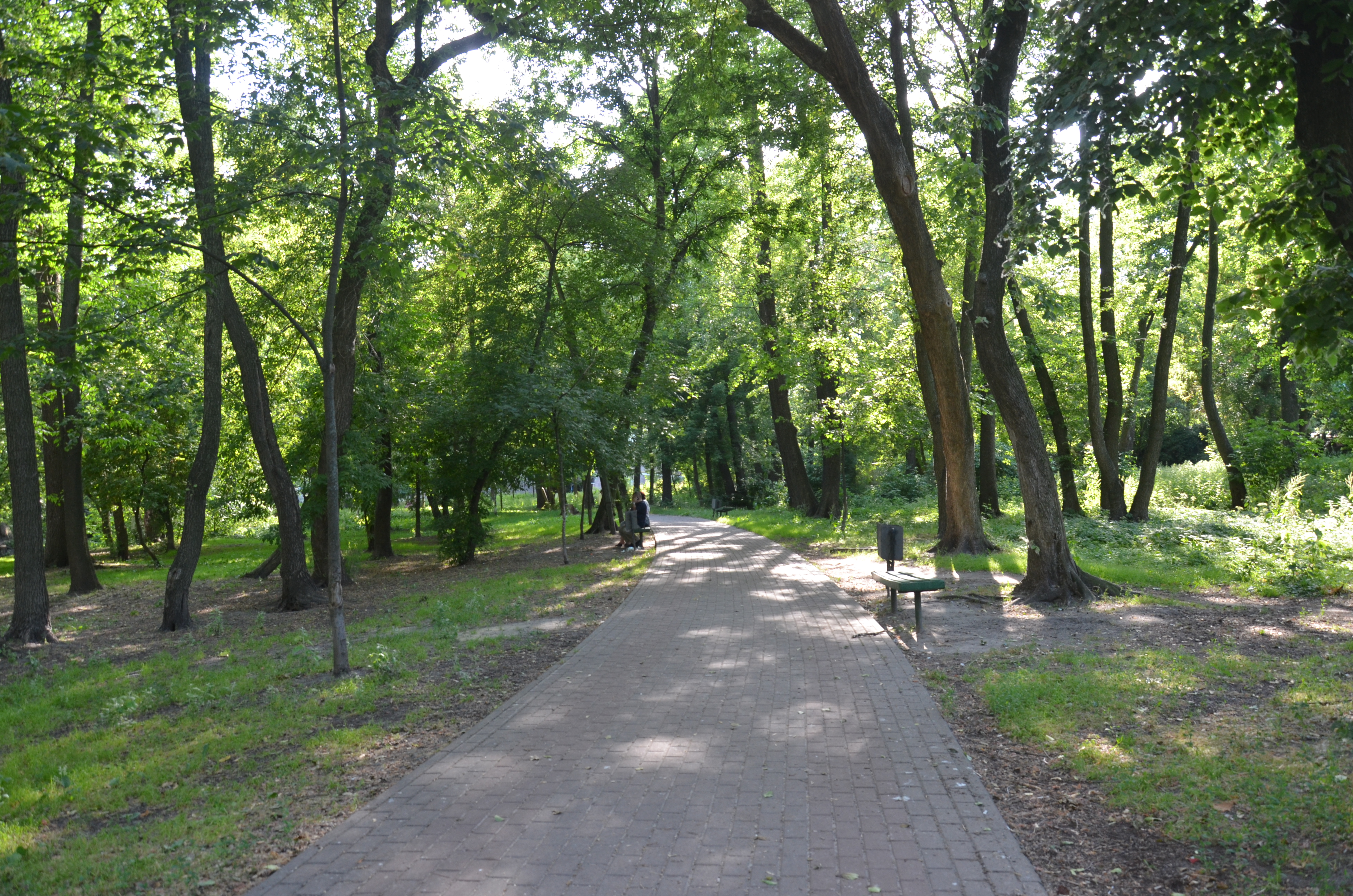
Долина річки Коноплянка (заказник)

## Цікаві факти

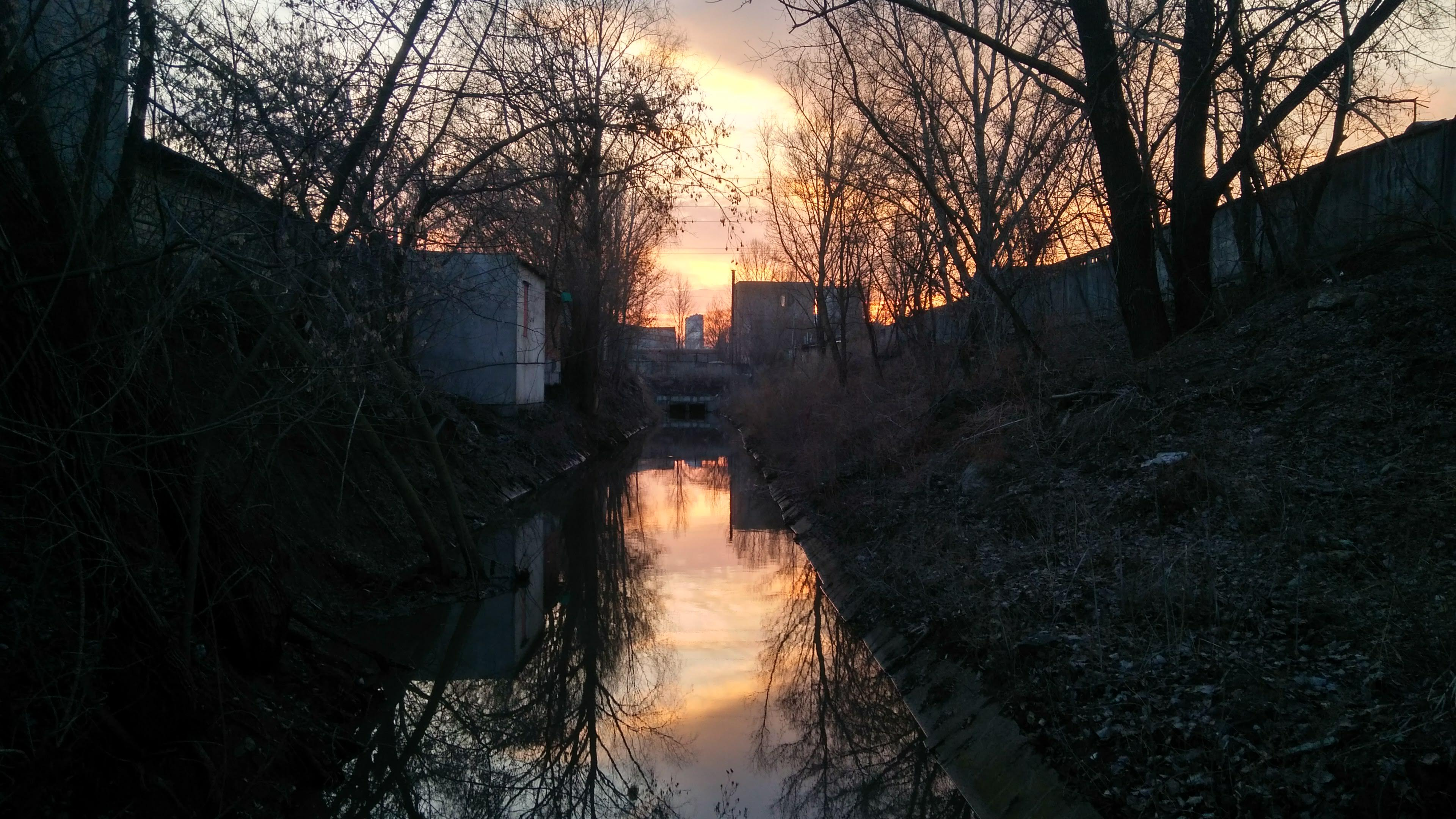
канава Коноплянський струмок

На території басейну річки розташовано 11 об'єктів природно-заповідного фонду, 1 пам'ятка культурної спадщини та 1 пам’ятки культури місцевого значення:
- «Долина річки Коноплянка»
- «Ставок Кулик»
- Парк «Крістерова Гірка»
- «Лісове урочище Крістерів»
- «Вікові дуби» (біля кінотеатру ім. Шевченка)
- «Дуб Крістера»
- «Дуб Гуналі»
- парк «Кинь-Ґрусть»
- «Найстаріші буки Києва»
- «Три дуби» (9 дубів отримали статус природо-заповідного фонду в 2019 році)
- Пам'ятка культурної спадщини «Садиба Крістера» 1880 року
- пам’ятки культури місцевого значення "Сошенка, 33"

## Мапи

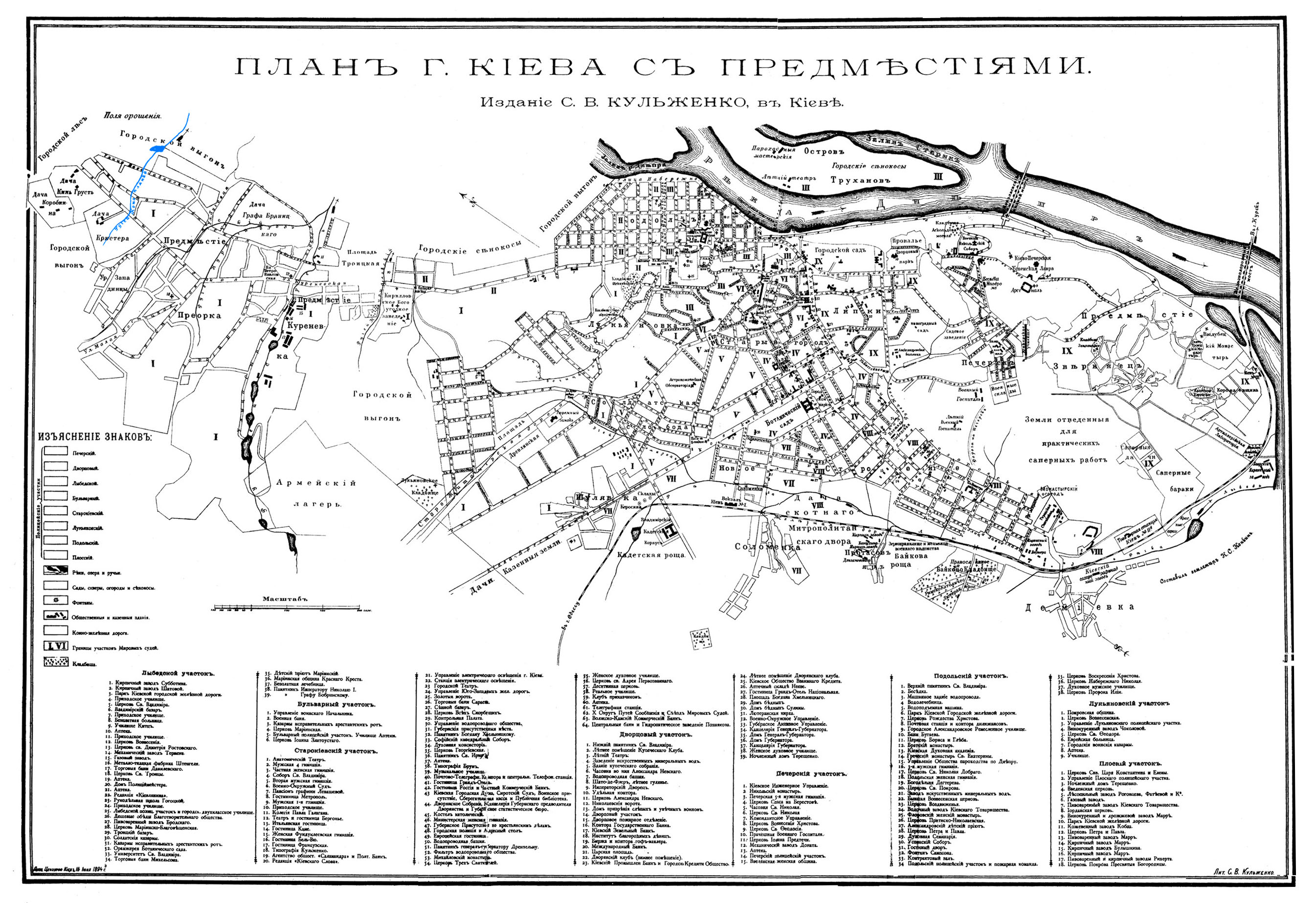
мапа видавництва С.В. Кульженко, 1894р.

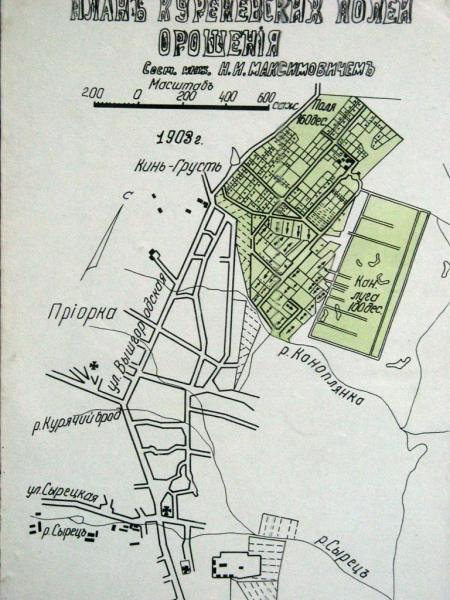
1903р. план зрошувальних полів м. Київ